# Abborrsjön, Härjedalen
Abborrsjön är en sjö i Bergs kommun i Härjedalen och ingår i Ljungans huvudavrinningsområde. Sjön har en area på 0,519 kvadratkilometer och ligger 620,8 meter över havet. Sjön avvattnas av vattendraget Abborsjöbäcken.

## Delavrinningsområde
Abborrsjön ingår i det delavrinningsområde (696557-137632) som SMHI kallar för Utloppet av Abborrsjön. Medelhöjden är 643 meter över havet och ytan är 3,87 kvadratkilometer. Det finns inga avrinningsområden uppströms utan avrinningsområdet är högsta punkten. Abborsjöbäcken som avvattnar avrinningsområdet har biflödesordning 3, vilket innebär att vattnet flödar genom totalt 3 vattendrag innan det når havet efter 299 kilometer. Avrinningsområdet består mestadels av skog (86 procent). Avrinningsområdet har 0,52 kvadratkilometer vattenytor vilket ger det en sjöprocent på 13,5 procent.